# Ladentreue
Als Ladentreue (oder Geschäftstreue; englisch store loyalty, patronage concentration) wird das Kaufverhalten von Verbrauchern bezeichnet, die ihre Kaufentscheidungen überwiegend in einem bestimmten Laden treffen.

## Allgemeines
Als Laden kommen insbesondere Fachgeschäft, Fachmarkt, Friseur, Gaststätte, Hausbank, Kaufhaus, SB-Warenhaus, Supermarkt, Verbrauchermarkt oder Warenhaus in Frage, die ein bestimmter Kunde häufig zum Kauf aufsucht. Zwar werden in jedem dieser Läden nicht alle Kaufentscheidungen eines Verbrauchers getroffen, allerdings jedoch die für eine bestimmte Gruppe von Produkten oder Dienstleistungen. Dort ist der Kunde ein Stammkunde. Ladentreue liegt bereits vor, wenn ein Verbraucher für ein bestimmtes Produkt/Dienstleistung stets denselben Laden aufsucht (beispielsweise als Stammgast im Restaurant).
Das Kaufverhalten von Verbrauchern umfasst das Informationsverhalten, aus dem der Informationsbedarf resultiert, bis hin zur Kaufentscheidung, die sowohl die zu erwerbenden Produkte und Dienstleistungen als auch die Entscheidung für einen bestimmten Verkäufer beinhaltet. Im Kaufverhalten gibt es neben der habitualisierten Kaufentscheidung weitere Habitualisierungen (Gewohnheitsbildungen durch Wiederholung) wie die Ladentreue durch Konzentration auf wenige Einkaufsstätten, in denen regelmäßig eingekauft wird.

## Bedeutung
Die Ladentreue steht im Zusammenhang mit der Markentreue und Produkttreue und ist eng mit der habitualisierten Kaufentscheidung verbunden. Doch zeigen empirische Beobachtungen, dass ausgesprochen markentreue Konsumenten nicht unbedingt gleichzeitig auch ladentreu sind. Eher neigen sie zum Ladenwechsel und zur Indifferenz gegenüber mehreren Handelsgeschäften, soweit jedenfalls ihre Markentreue auf Herstellermarken gerichtet ist.

## Wirtschaftliche Aspekte
Die Ladentreue kann anhand der Konsumausgaben gemessen werden:
{\displaystyle {\frac {\text{Konsumausgaben eines Verbrauchers in einem Laden}}{\text{Konsumausgaben des Verbrauchers gesamt}}}}.
Die Ladentreue ist hoch, wenn ein Privathaushalt einen großen Teil (> 30 %) seiner Konsumausgaben in einem einzigen Laden bestreitet. Untersuchungen im Lebensmitteleinzelhandel belegen, dass etwa 24 % der Konsumenten in ein bis zwei Läden und etwa 38 % ihren täglichen Lebensmittelbedarf in mehr als zwei Läden decken.
Mit der Ladentreue wird versucht, Kundenbindung für einen bestimmten Laden herzustellen. Die inzwischen wieder als preispolitisches Instrument eingesetzte Rabattmarke kann die Ladentreue der Kunden erhöhen. Ladentreue kann auf Präferenzen des Verbrauchers zurückzuführen sein wie örtliche (Laden befindet sich in der Nähe des Wohnorts des Kunden), persönliche (Laden bietet Fachberatung), sachliche (Laden hat bestimmte Waren stets vorrätig) oder zeitliche Präferenzen (Öffnungszeiten, bequeme Kontaktstrecken). Die Ladentreue ist stets eine persönliche Präferenz.
Wenn die Kundentreue zu einem bestimmten Laden einmal aufgebaut ist, wird diese solange aufrechterhalten, wie die Ausprägung der wichtigsten Attribute des Ladens noch zum Anspruchsniveau des Kunden passt. Als Effekte der Marken- und Ladentreue ergeben sich unter anderem eine reduzierte Informationssuche und Widerstände gegen andere Marken oder Läden.